# Tabula rasa

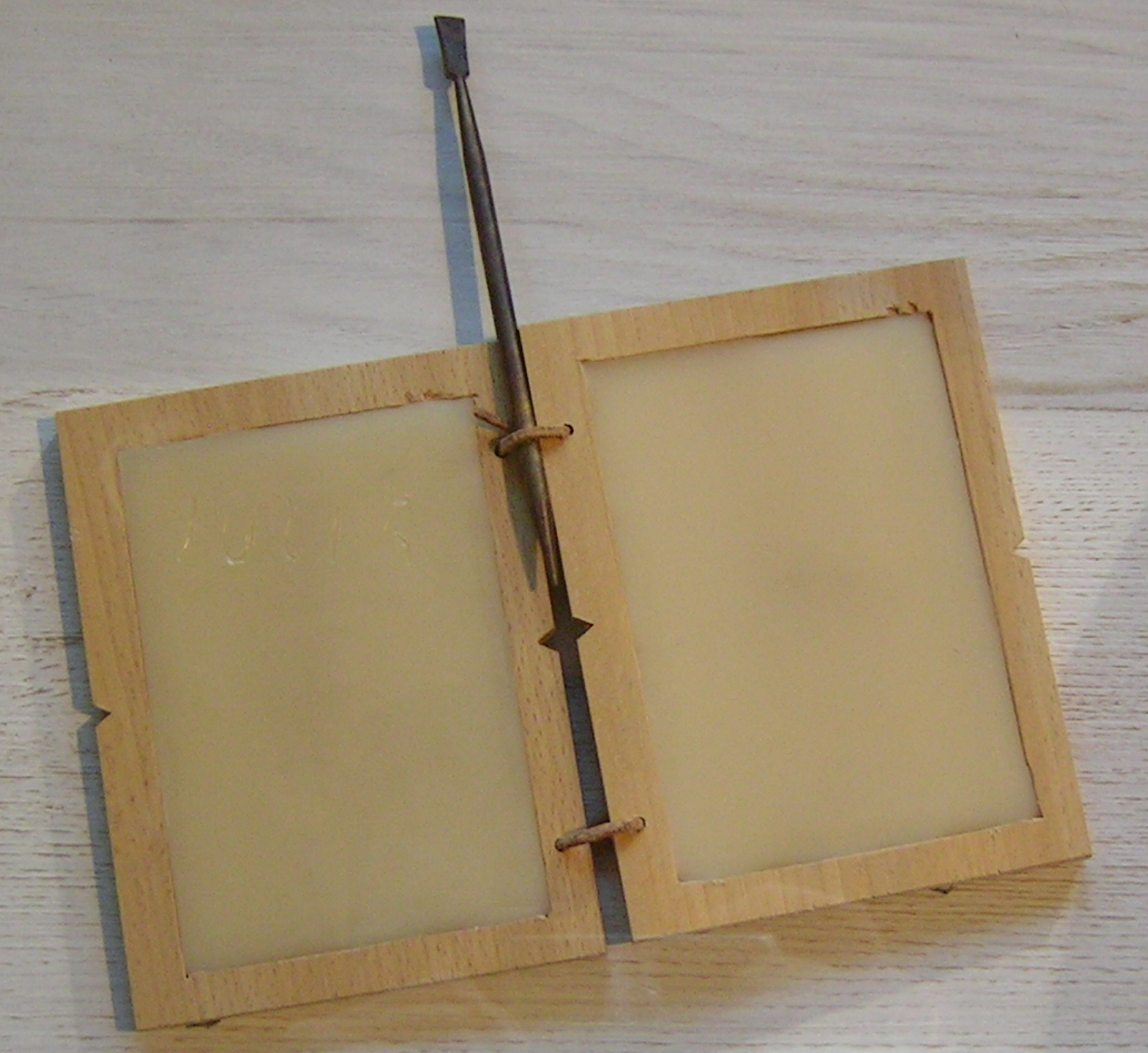
Tabula romana o tablilla de cera con estilete

Tabula rasa («pizarra en blanco» o «tabla rasa»); es una teoría que propone que cada individuo nace con la mente «vacía», es decir, sin cualidades innatas, de modo que todos los conocimientos y habilidades de cada ser humano provienen solo del aprendizaje, a través de sus experiencias y sus percepciones sensoriales. Los defensores de la tabula rasa no están de acuerdo con la doctrina del innatismo, que sostiene que la mente ya nace en posesión de cierto conocimiento.

## Etimología
Tabula rasa es una frase latina que puede ser traducida como "pizarra limpia" o "pizarra en blanco" y tiene su origen en la tábula que los romanos usaban para tomar notas, que era limpiada calentando la cera y emparejándola.

## Filosofía

### Grecia antigua
En la filosofía antigua, el concepto de tabula rasa se remonta a los escritos de Aristóteles, quien escribe en su tratado De Anima. En uno de los pasajes más conocidos de este tratado, escribe que: 
"En cuanto a la dificultad de que el intelecto paciente ha de tener algo en común con el intelecto agente, ¿no ha quedado ya contestada al decir que el intelecto es en cierto modo potencialmente lo inteligible si bien en entelequia no es nada antes de inteligir? Lo inteligible ha de estar en él del mismo modo que en una tablilla en la que nada está actualmente escrito: esto es lo que sucede con el intelecto. (En cuanto a la segunda dificultad) el intelecto es inteligible exactamente como lo son sus objetos. En efecto, tratándose de seres inmateriales lo que intelige y lo inteligido se identifican toda vez que el conocimiento teórico y su objeto son idéntico".

### Locke (sigloXVII)
La corriente filosófica que se deriva de este dogma es el empirismo, corriente que proclama la experiencia como primer constituyente de cualquier conocimiento que produzca el ser humano. El concepto de tabula rasa fue popularizado por el filósofo inglés John Locke (1632-1704) y suele relacionarse con otros dos mitos en el debate intelectual moderno: el del buen salvaje y el de deus ex machina, pero en realidad tiene su origen en Santo Tomás de Aquino. En un pasaje de su Ensayo sobre el entendimiento humano, Locke escribió:
"Supongamos que la mente es, como decimos, un papel en blanco, vacío de cualquier carácter, sin ninguna idea. ¿Cómo se rellena? ¿De dónde le llega toda esa enorme provisión que la fantasía desbordada y sin límites del hombre ha pintado sobre ella con una variedad casi infinita? ¿De dónde proceden todos los materiales de la razón y el conocimiento? Para responder con una sola palabra, de la experiencia."
Locke apuntaba con sus dardos a las teorías de las ideas innatas, según las cuales las personas nacen con unos ideales matemáticos, unas verdades eternas y una noción de Dios. Su teoría alternativa, el empirismo, pretendía ser a la vez una teoría de la psicología (cómo funciona la mente) y una teoría de la epistemología (cómo llegamos a conocer la verdad). Ambos objetivos contribuyeron a motivar su filosofía política, a la que se suele conceder el honor de constituir el fundamento de la democracia liberal. Locke se oponía a las justificaciones dogmáticas del statu quo político, por ejemplo la autoridad de la Iglesia y el derecho divino de los monarcas, de las que se decía que eran verdades evidentes en sí. Afirmaba que las disposiciones sociales se debían razonar de nuevo desde cero y debían ser acordadas por consenso, basándose en conocimientos que cualquier persona pudiera adquirir.

### Freud (sigloXIX)
Una de las teorías opuestas a la idea de la Tabula rasa es el psicoanálisis de Sigmund Freud. La teoría de Freud implica que los seres humanos carecen de libre albedrío pero también que las influencias genéticas en la personalidad humana son importantes. De hecho, Freud sostuvo que el complejo de Edipo es una herencia innata presente en la mente de todo ser humano, que normalmente le lleva a recapitular en la infancia los eventos prehistóricos de la horda primitiva, en los que el incesto fue seguido del asesinato del padre primordial (Tótem y tabú). Según el psicoanálisis freudiano uno se encuentra determinado en gran medida por su educación, pero también por su herencia innata.

## Ciencia

### Psicología y neurobiología
Psicólogos y neurobiólogos han mostrado evidencia de que, en un inicio, la corteza cerebral completa está programada y organizada para procesar estímulos sensoriales, controlar las acciones motrices y regular la emoción y responder de forma reflexiva (bajo determinadas condiciones). Estos mecanismos programados en el cerebro luego pueden aprender y refinar las habilidades del organismo. Por ejemplo, el psicólogo Steven Pinker mostró que —en contraste con el lenguaje escrito— el cerebro está «programado» para captar el lenguaje oral de forma espontánea.
Sin embargo, este concepto también ha sido utilizado para justificar creencias políticas y éticas. En este sentido sostienen que cualquier diferencia que se observe entre las razas, los grupos étnicos, los sexos y los individuos procede no de una diferente constitución innata, sino de unas experiencias distintas.

Cambiemos las experiencias –con una reforma del ejercicio de la paternidad, la educación, los medios de comunicación y las recompensas sociales– y cambiaremos a la persona. La mediocridad, la pobreza y la conducta antisocial se pueden mejorar, y no hacerlo es una falta de responsabilidad. Y toda discriminación que se base en unos supuestos rasgos innatos de uno de los sexos o de un grupo étnico es sencillamente irracional.
Steve Pinker

## Otros usos
En urbanismo también se emplea la expresión hacer tabula rasa, en referencia a demoler o derribar las edificaciones preexistentes para desarrollar un barrio nuevo.